# Druten
Druten (anhörenⓘ) ist eine Gemeinde der niederländischen Provinz Gelderland.

## Orte
Die Gemeinde besteht aus folgenden Orten; in Klammern die ungefähre Einwohnerzahl (Stand: 1. Januar 2024):
- Druten, Sitz der Gemeindeverwaltung (13.055)
- Afferden (1.695)
- Deest (1.900)
- Horssen (1.630)
- Puiflijk (1.315)

## Lage und Wirtschaft
Die Gemeinde liegt im „Land van Maas en Waal“, westlich von Beuningen und östlich von West Maas en Waal, am Südufer des Flusses Waal. Die nächste größere Stadt ist Nijmegen. Die wichtigste Straße ist die Landstraße N322 nach Nijmegen, südlich des Waaldeichs.
Die Wirtschaft der Gemeinde wird getragen von der Landwirtschaft und vom Kleingewerbe in dem Hauptort Druten.

## Politik

### Sitzverteilung im Gemeinderat
Der Gemeinderat wird seit 1983 folgendermaßen gebildet:
| Partei                          | Sitze  | Sitze | Sitze | Sitze | Sitze | Sitze | Sitze | Sitze | Sitze | Sitze | Sitze |
| Partei                          | 1983 a | 1986  | 1990  | 1994  | 1998  | 2002  | 2006  | 2010  | 2014  | 2018  | 2022  |
| ------------------------------- | ------ | ----- | ----- | ----- | ----- | ----- | ----- | ----- | ----- | ----- | ----- |
| Kernachtig Druten b             | 2      | 1     | 2     | 2     | 2     | 2     | 4     | 4     | 4     | 5     | 6     |
| Dorpslijst Puiflijk/Druten-Zuid | 2      | 2     | 2     | 3     | 3     | 2     | 2     | 2     | 3     | 3     | 3     |
| Welzijn Druten                  | –      | –     | –     | –     | –     | 3     | 2     | 2     | 3     | 2     | 2     |
| Dorpslijst Horssen              | 2      | 1     | 2     | 2     | 2     | 2     | 1     | 1     | 1     | 1     | 2     |
| Dorpslijst Afferden             | 1      | 1     | 1     | 1     | 1     | 2     | 1     | 2     | 2     | 2     | 2     |
| Sociaal Maas en Waal            | –      | –     | –     | 3     | 4     | 3     | 2     | 2     | 2     | 2     | 2     |
| CDA                             | 2      | 2     | 3     | 3     | 2     | 1     | 2     | 2     | 0     | 1     | 0     |
| VVD                             | 0      | 1     | 1     | 1     | 1     | 1     | 1     | 0     | 0     | –     | 0     |
| Dorpslijst Deest                | 1      | 1     | 1     | 1     | 2     | 1     | 1     | 1     | 1     | 1     | –     |
| Senioren Partij Druten          | –      | –     | –     | –     | –     | –     | 1     | 1     | 1     | –     | –     |
| Democraten Druten               | –      | –     | –     | –     | –     | –     | –     | –     | 0     | –     | –     |
| D66                             | –      | –     | –     | 1     | –     | –     | –     | 0     | –     | –     | –     |
| PvdA                            | 3      | 4     | 3     | –     | –     | –     | –     | –     | –     | –     | –     |
| Gemeentebelangen                | 2      | 2     | –     | –     | –     | –     | –     | –     | –     | –     | –     |
| Lijst Geubbels                  | 0      | –     | –     | –     | –     | –     | –     | –     | –     | –     | –     |
| Gesamt                          | 15     | 15    | 15    | 17    | 17    | 17    | 17    | 17    | 17    | 17    | 17    |

Anmerkungen

### Bürgermeister
Seit dem 30. März 2023 ist Sigrid Sengers (VVD) amtierende Bürgermeisterin der Gemeinde. Zu ihrem Kollegium zählen die Beigeordneten Michel Lepoutre (Kernachtig Druten), Sjef van Elk (Dorpslijst Puiflijk/Druten-Zuid), André Springveld (Dorpslijst Puiflijk/Druten-Zuid) sowie die Gemeindesekretärin Annick Buise-Jansen.

## Geschichte
Alle fünf Kirchdörfer der Gemeinde entstanden vermutlich im 10. oder 11. Jahrhundert.
Das Dorf Deest wurde am  3. Februar 1945 versehentlich von einer V1 getroffen; dabei wurde der Ortskern schwer beschädigt.
Im Jahr 1995 drohten die Deiche der Waal zu brechen und alle Einwohner der Gemeinde mussten vorübergehend evakuiert werden. Im Jahr 1996 wurden die Deiche erhöht.

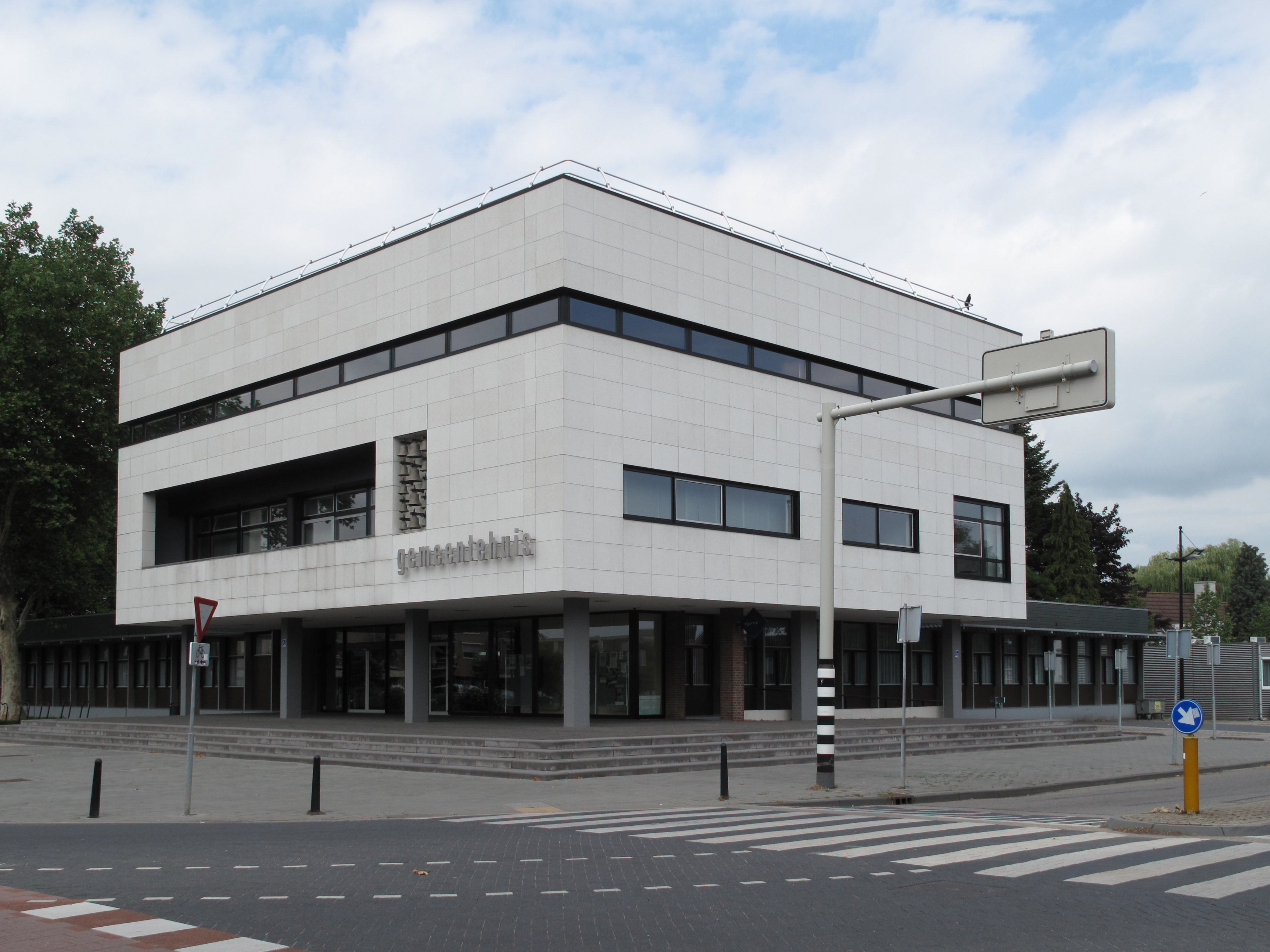
Druten, Rathaus
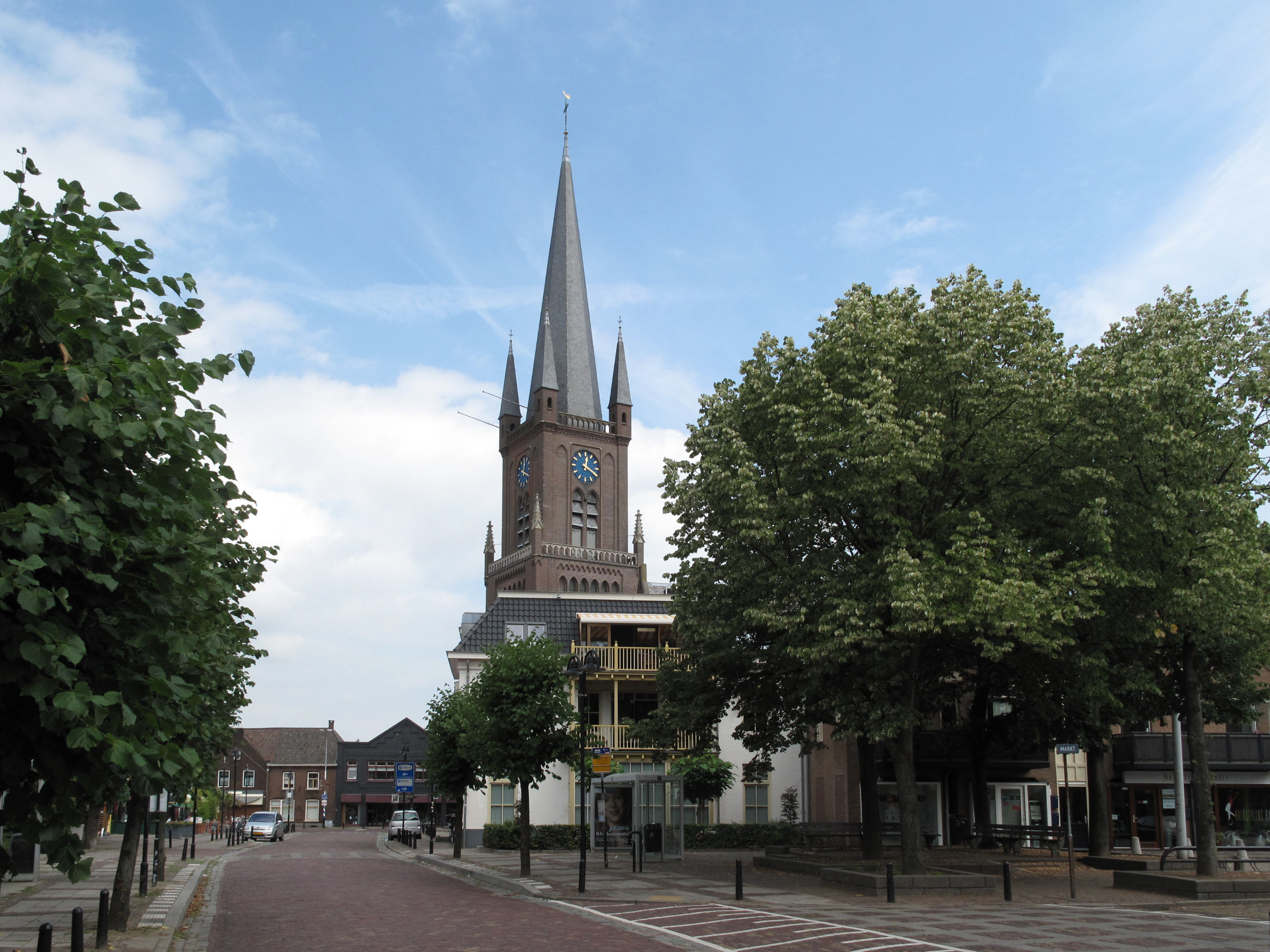
Druten, Kirche an der Straße
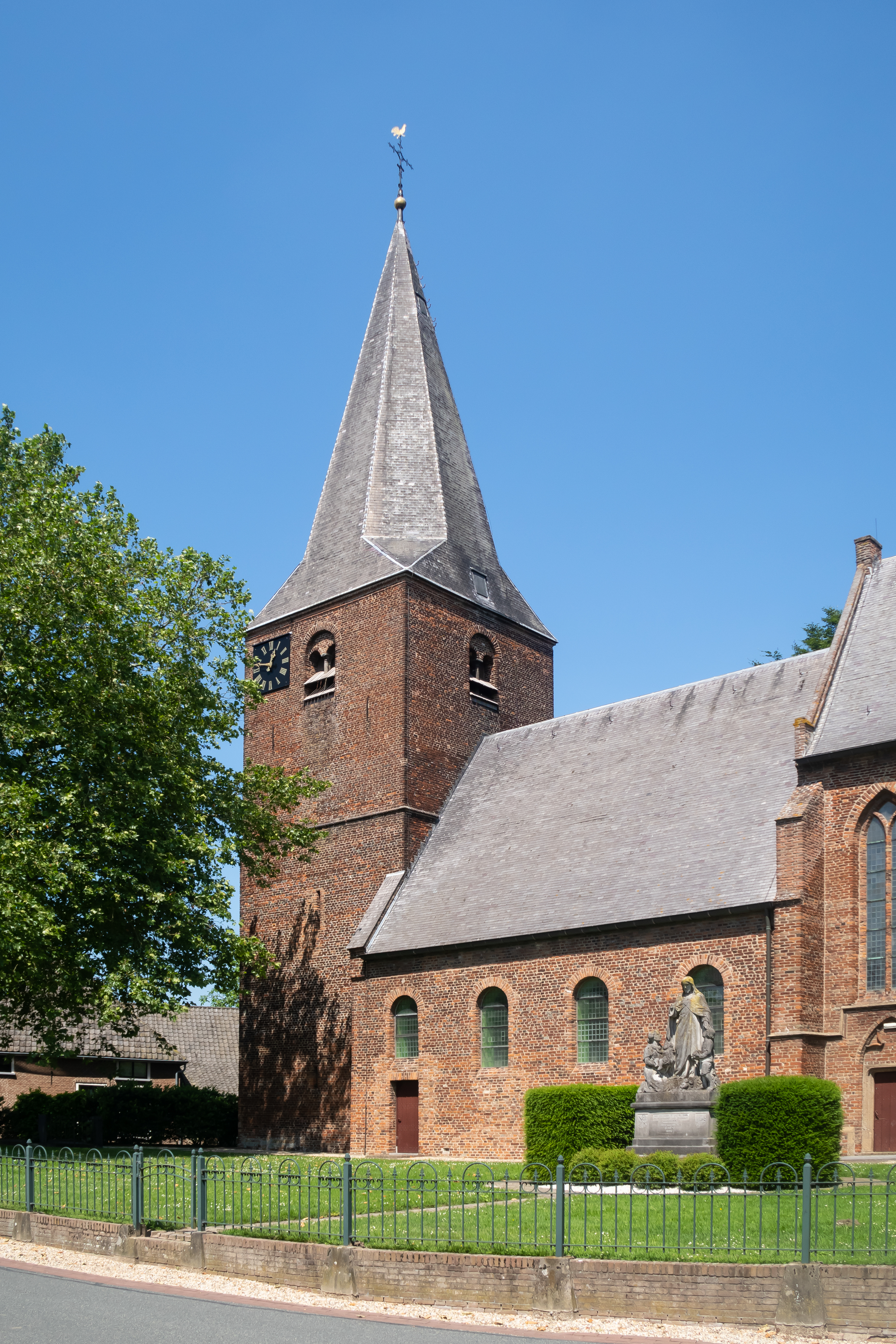
Horssen, die frühere katholische Kirche
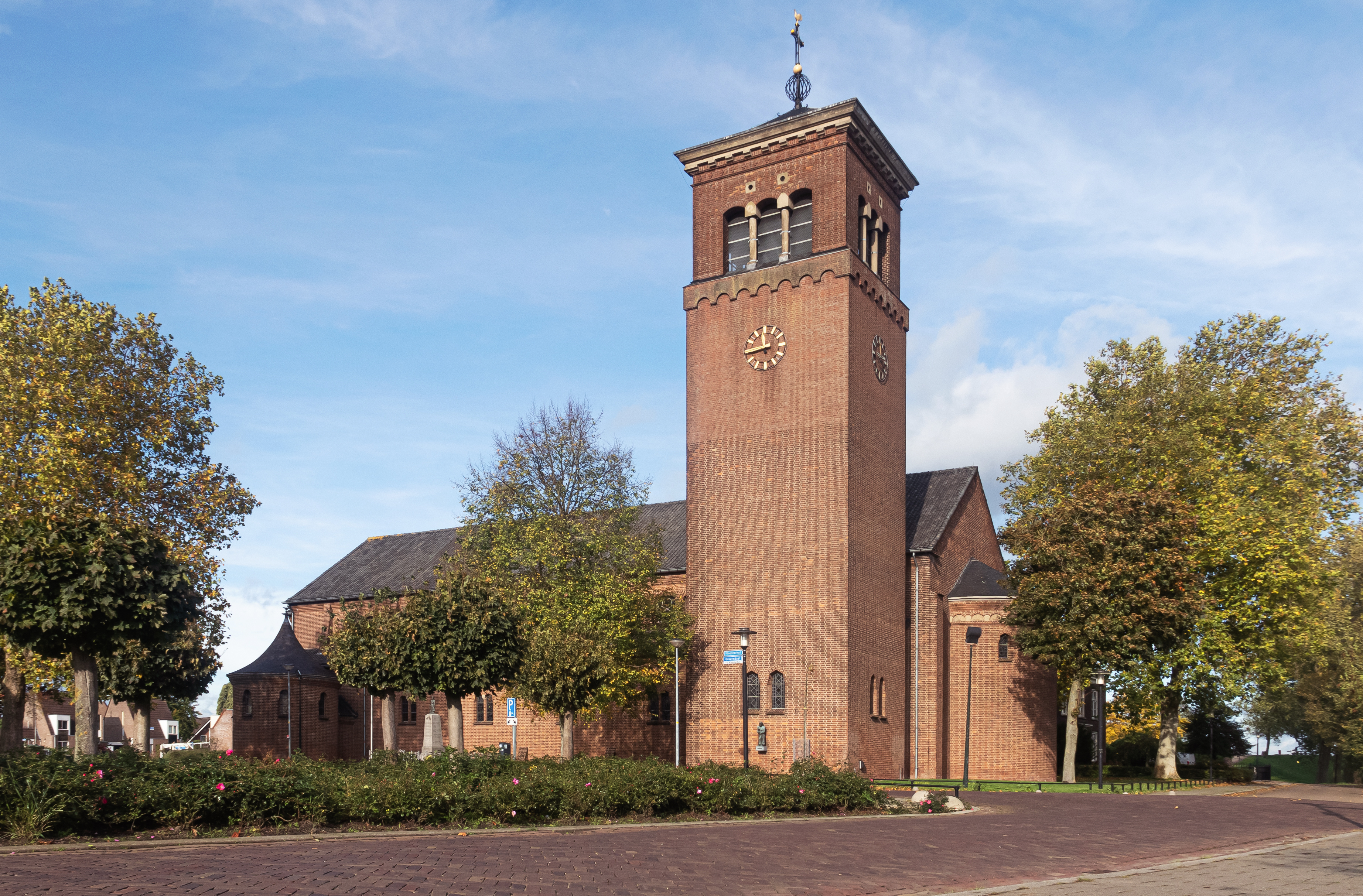
Deest, katholische Kirche
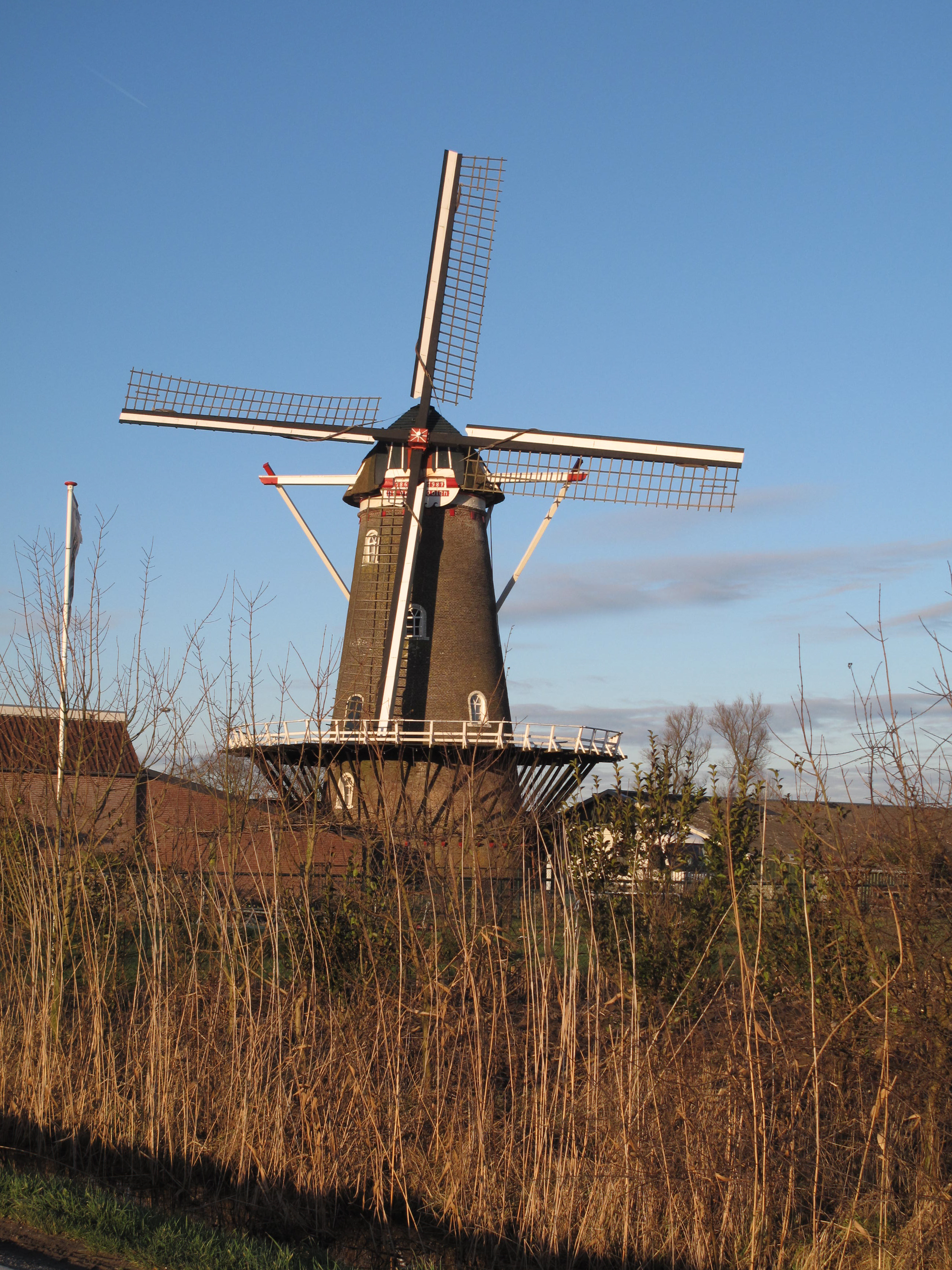
Afferden, Mühle: „Korenmolen de Drie Waaien“

## Gemeindepartnerschaften
- Witnica, Polen

## Söhne und Töchter des Ortes
- Ru Paré (1896–1972), Malerin und Widerstandskämpferin
- Peter Hans Kolvenbach (1928–2016), Generaloberer der Jesuiten
- Jasmijn Lau (* 1999), Leichtathletin